# Hargla
Hargla (ou en dialecte local Harglõ, auparavant en allemand : Harjel) est un village de la commune de Valga, situé dans le comté de Valga en Estonie.

## Démographie
En 2019, la population s'élevait à 167 habitants.